# Districtul Djidioua
Djidioua este un district din provincia Relizane, Algeria.